# Selver

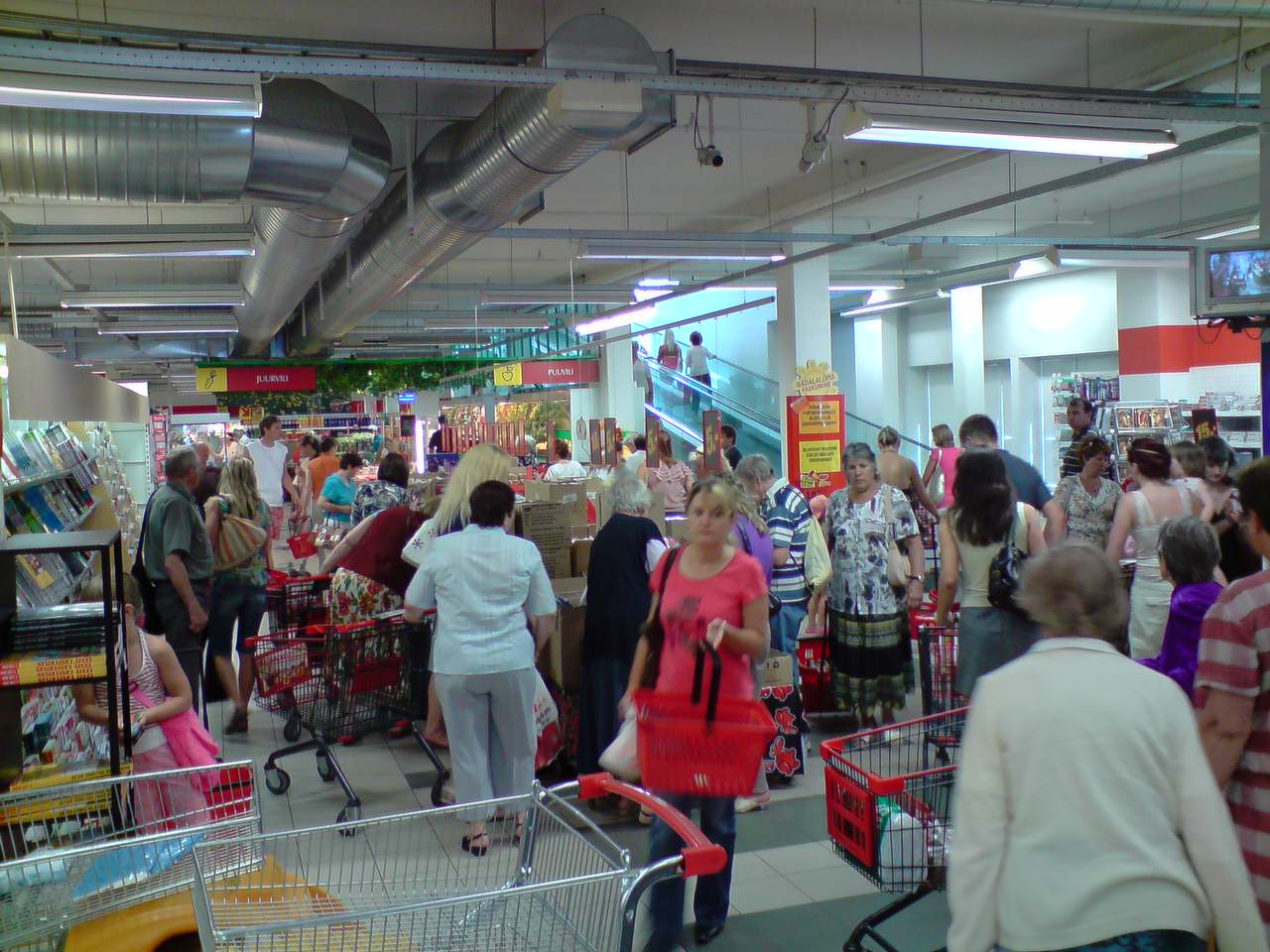
Spitsuur in een Selver-supermarkt

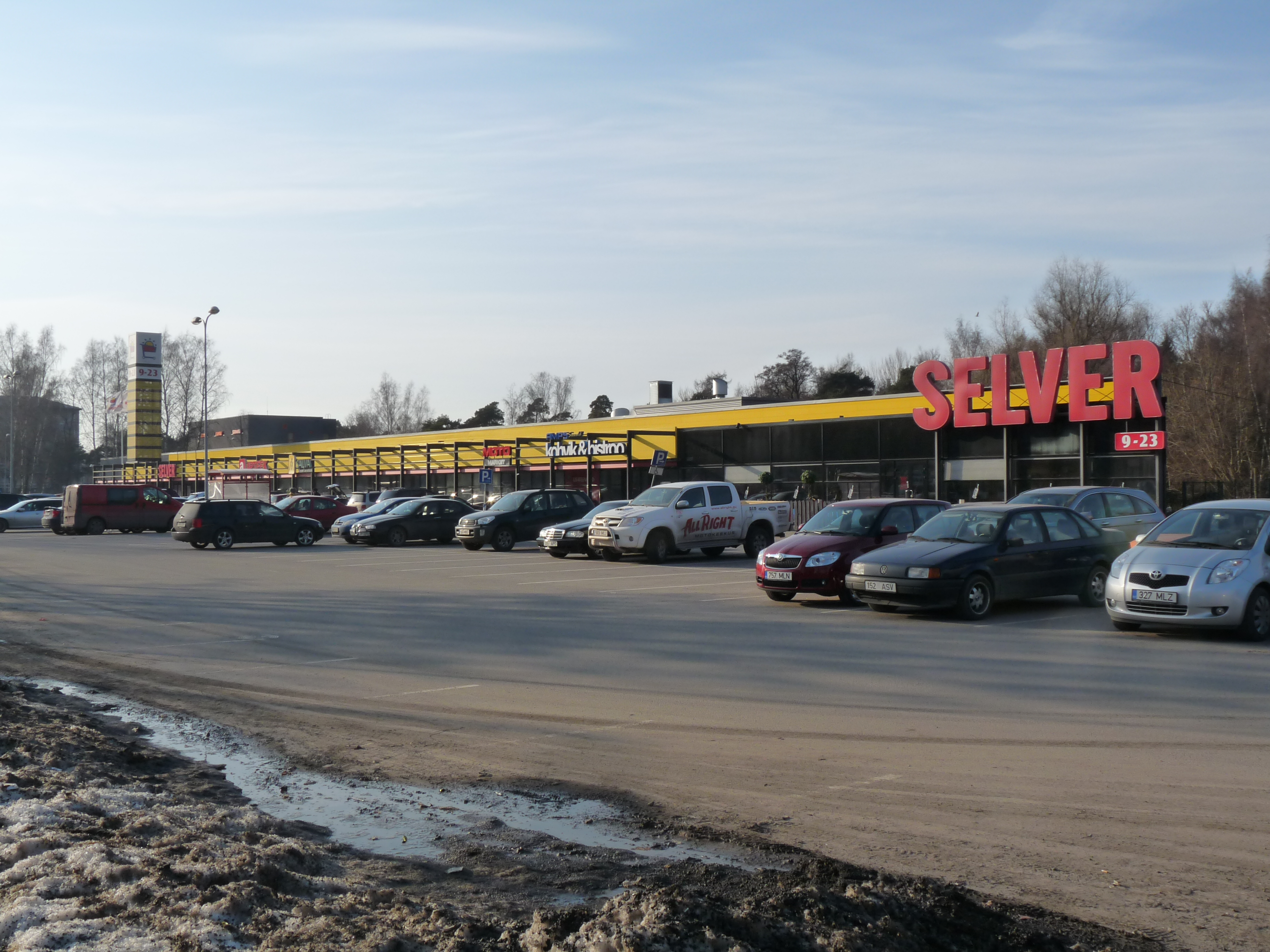
De Selver-vestiging in de wijk Merimetsa in Tallinn

Selver is een keten van 46 supermarkten en 6 hypermarkten, die actief is in Estland. In dat land is het de grootste onderneming in de retailsector die door Estisch kapitaal wordt gefinancierd. Het moederbedrijf van Selver is Tallinna Kaubamaja, dat ook warenhuizen exploiteert (waaronder het oudste warenhuis van Tallinn, in de wijk Südalinn). Daarnaast houdt Tallinna Kaubamaja zich bezig met de autohandel, de verkoop van schoeisel en de handel in vastgoed.
In 2017 bedroeg de omzet van Selver 433,1 miljoen euro, in 2022 594,9 miljoen euro.
Selver heeft het alleenrecht op de producten van Selveri Köök (‘Selvers Keuken’): salades, desserts, kant-en-klaarmaaltijden en dergelijke.

## Geschiedenis
In 1995 werd de eerste supermarkt van de keten geopend: Punane Selver in de wijk Sõjamäe in Tallinn. In 2002 ging de eerste vestiging buiten Tallinn open: Mai Selver in Pärnu. Sindsdien werd het aantal vestigingen gestaag uitgebreid.
In 2008 opende de keten de eerste vestiging in Letland, maar de resultaten in dat land vielen tegen. Op het eind van 2009 had Selver al zes vestigingen in Letland, maar moest het concern ze alle zes sluiten.
In Estland werkt de Selver-formule wel en komen er nog steeds nieuwe vestigingen bij.

## Vestigingen
Selver heeft vestigingen in:
- Haabneeme
- Jõgeva
- Jõhvi
- Kärdla
- Keila
- Kohtla-Järve
- Kuressaare
- Laagri
- Laulasmaa
- Linnumäe op Hiiumaa
- Maardu
- Narva
- Paide
- Pärnu (8 vestigingen)
- Peetri
- Põltsamaa
- Põlva
- Rakvere
- Rapla
- Saku
- Tabasalu
- Tallinn (28 vestigingen)
- Tartu (10 vestigingen)
- Uuemõisa
- Valga
- Viljandi (2 vestigingen)
- Võru
- een rijdende supermarkt op Hiiumaa